# Sven Schulze (politico 1979)
Sven Schulze (Quedlinburg, 31 luglio 1979) è un politico tedesco, europarlamentare dal 1º luglio 2014.